# لودویگ بک
لودویگ اگوست تئودور بِک (به آلمانی: Ludwig August Theodor Beck) (آلمانی: [ˈlu:t.vɪç bɛk] () (۲۹ ژوئن ۱۸۸۰ – ۲۰ ژوئیه ۱۹۴۴) نظامی بلندپایه آلمانی در دوره رایش سوم بود که بین سال‌های ۱۹۳۳ تا ۱۹۳۸ ریاست ستاد کل نیروی زمینی را بر عهده داشت. او یکی از اعضای جنبش مخالفان رژیم آدولف هیتلر بود. سال ۱۹۳۸ از خدمت در نیروهای مسلح بازنشسته شد. بک به عنوان یکی از عوامل اصلی کودتای نافرجام ۲۰ ژوئیه ۱۹۴۴، دستگیر شد. در بازداشت اقدام به خودکشی کرد اما تنها به شدت زخمی شد. او با تیر خلاص یکی از نیروهای امنیتی جان باخت.

## سال‌های اولیه
لودویگ بک روز ۲۹ ژوئن سال ۱۸۸۰ در بیبریش زاده شد. سال ۱۸۹۸ به نیروی زمینی امپراتوری آلمان پیوست. سال ۱۹۱۳ دوره ستاد کل را تکمیل کرد. در جریان جنگ جهانی اول جایگاه‌های مختلف ستادی و فرماندهی در جبهه غربی داشت.
پس از جنگ، بک به خدمت در رایشسور ادامه داد. پس از آن که یک گردان و یک هنگ را فرماندهی کرد، سال ۱۹۳۲ با درجه سرتیپ به فرماندهی لشکر یکم سواره‌نظام منصوب گشت. بک بین سال‌های ۱۹۳۲ و ۱۹۳۳ مؤلف اصلی رساله «فرماندهی یگان» (Truppenführung)، دستورالعمل رزمی نیروی زمینی آلمان تا سال ۱۹۴۵، بود.
ترفیع درجه:
- ۱۸ اوت ۱۸۹۹: ستوان دوم
- ۱۷ سپتامبر ۱۹۰۹: ستوان یکم
- ۱ اکتبر ۱۹۱۳: سروان
- ۱۸ آوریل ۱۹۱۸: سرگرد
- اوایل ۱۹۲۳: سرهنگ دوم
- ۱ نوامبر ۱۹۲۷: سرهنگ
- ۱ فوریه ۱۹۳۱: سرتیپ
- ۱ دسامبر ۱۹۳۲: سرلشکر
- ۱ اکتبر ۱۹۳۵: سپهبد (ژنرال توپخانه)
- ۳۱ اکتبر ۱۹۳۸: ارتشبد

## ریاست دفتر نیرو و ستاد کل نیروی زمینی
بک ماه اکتبر سال ۱۹۳۳ به ریاست دفتر نیرو (عنوان پوششی ستاد کل) منصوب گشت. با وجود تلاش عده‌ای همچون هاینتس گودریان برای ارائه چهره‌ای واپس‌گرا از او، بک در جریان تسلیح مجدد آلمان تلاش زیادی برای ایجاد یک دستگاه رزمی کارآمد کرد. با آغاز نقض علنی محدودیت‌های پیمان ورسای در سال ۱۹۳۵، این جایگاه به ستاد کل نیروی زمینی تغییر عنوان داد. بک بر توسعه برنامه‌های جنگی بر مبنای راهبرد دفاعی نظارت داشت. او تصور می‌کرد هر جنگی در آینده به یک جنگ چندجبهه‌ای تبدیل خواهد شد که آلمان قادر به پیروزی در آن نیست. بک سعی داشت با بسیج افسران آلمانی جلوی سیاست‌های جنگ‌طلبانه حاکمیت رایش سوم و در راس آن آدولف هیتلر را بگیرد اما به نتیجه نرسید. اواسط سال ۱۹۳۸ در جریان بهران چکسلواکی بک به شدت مخالف اقدام نظامی علیه این کشور بود. نامه‌ای به ارتشبد والتر فون براوخیچ، فرمانده کل نیروی زمینی نوشت و خون‌ریزی حاصل از جنگ را حدی دانست که یک سرباز می‌بایست برای جلوگیری از آن از فرمان مافوق سر برتابد. براوخیچ با وجود همدلی، به هر صورت اقدامی در این باره نکرد و پشت بک را نگرفت. بک که چاره‌ای جز کناره‌گیری نمی‌دید تا شراکتی در این «مسئولیت تاریخی» نداشته باشد روز ۱۸ اوت سال ۱۹۳۸ از مقام خود استعفا داد. او مدت کوتاهی یک ارتش میدانی را در مجاورت وست‌وال در مناطق غربی آلمان فرمانده‌ای کرد تا این که روز ۳۱ اکتبر همان سال بازنشسته شد.

## کودتای ۲۰ ژوئیه

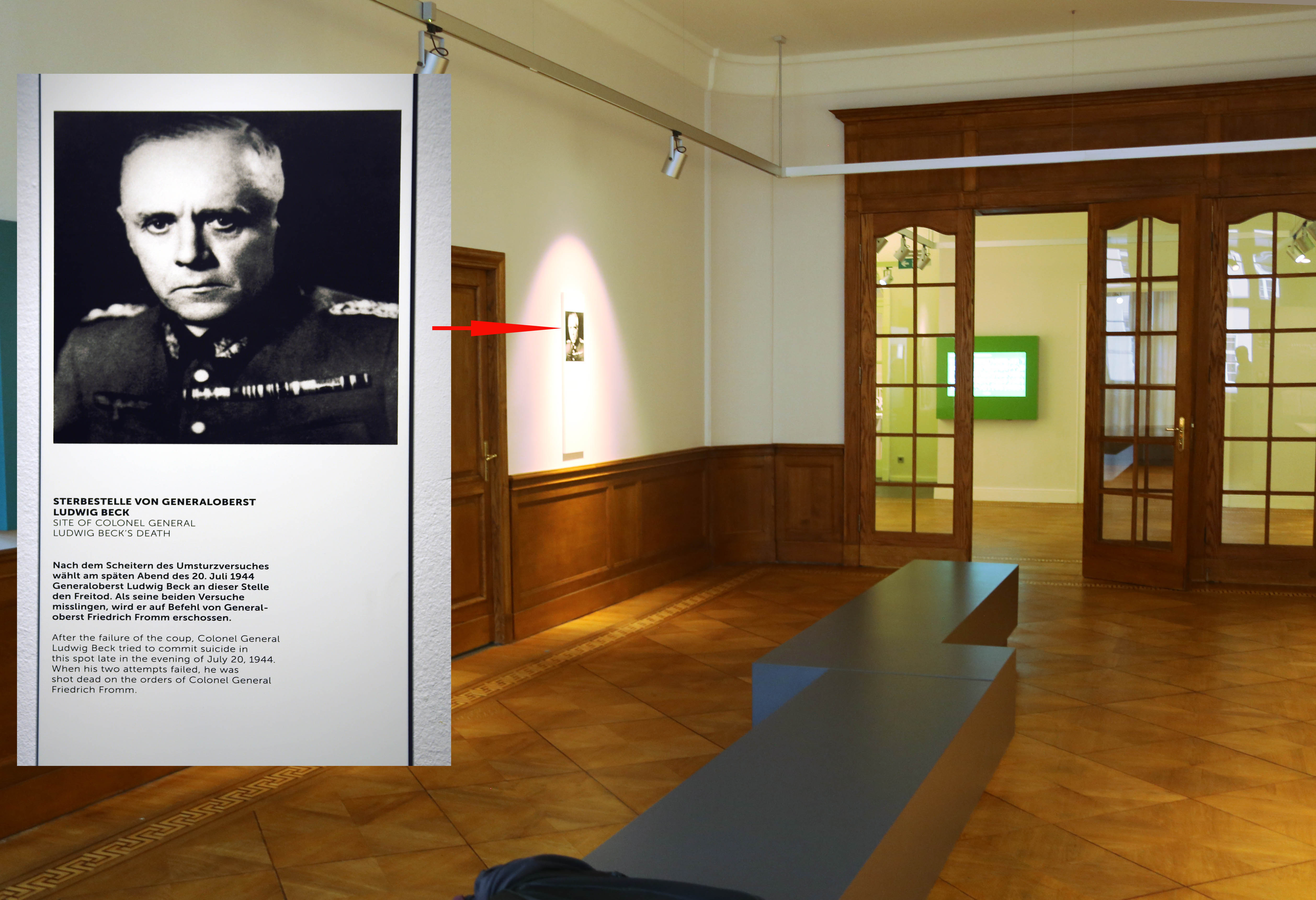
محل خودکشی و مرگ لودویگ بک

بک گروهی مخفی از افسران فعال و بازنشسته علیه حاکمیت سازمان داد و به یکی از رهبران کلیدی کودتای ۲۰ ژوئیه ۱۹۴۴ برای ترور هیتلر بدل گشت. او به احتمال زیاد پس از سرنگونی رژیم ناسیونال سوسیالیست رئیس حکومت جدید می‌شد. به هر حال این کودتا شکست خورد و او شب همان روز دستگیر شد. ارتشبد لودویگ بک همان زمان اقدام به خودکشی ناموفق کرد اما با تیر خلاص فرد دیگری جان باخت.